# Dacia Lodgy
El  Dacia Lodgy es un automóvil monovolumen del segmento C, diseñado por el fabricante francés Renault para su subsidiaria rumana Automobile Dacia. Se ha presentado oficialmente en el Salón del Automóvil de Ginebra de 2012. Está construido sobre la plataforma del Logan y Sandero de segunda generación. Cuenta con un interior austero al más puro estilo Dacia y está destinado a familias grandes que no desean gastar mucho dinero en el automóvil. Puede contar con 5 o 7 plazas modulares y cómodas para adultos de gran tamaño. Los precios parten desde los 9,000€ desde su versión básica. En el caso del Lodgy, la versión Stepway no supone más que cambios estéticos.[cita requerida]

## Carrocería Stepway
Como ya es normal en la gama de Mini Todocaminos Stepway de Dacia, cuenta con una suspensión más elevada y refuerzos en la carrocería para poder conducir por caminos sin asfaltar sin apenas recibir daños en la carrocería del coche. Este proyecto comenzó en el Dacia Sandero, ya que la gente demandaba algo más para sus coches de bajo costo que tuviese utilidad y poder esperarse algo más de estos coches. Por eso, Dacia con el Groupe Renault creó una gama de Mini Todocaminos llamada Stepway, unos coches que no cuentan con tracción en las cuatro ruedas, pero sí con una carrocería "campera".[cita requerida]
|                                          | Motores de gasolina                   | Motores de gasolina                   | Motores de gasolina                   | Motores de gasolina                   | Motores de gasolina                   | Motores diésel                                                | Motores diésel                                                |
|                                          | MPI 85                                | SCe 100                               | MPI 85 (GLP)                          | SCe 100 (GLP)                         | TCe 115                               | dCi 90                                                        | dCi 110                                                       |
| ---------------------------------------- | ------------------------------------- | ------------------------------------- | ------------------------------------- | ------------------------------------- | ------------------------------------- | ------------------------------------------------------------- | ------------------------------------------------------------- |
| Período                                  | 2012-2015                             | 2015-2022                             | 2014-2015                             | 2015-2022                             | 2012-2022                             | 2012-2022                                                     | 2012-2022                                                     |
| Código de motor                          | K7M 812                               | H4M                                   | K7M 828                               | H4M                                   | H5F 402                               | K9K 612                                                       | K9K 846                                                       |
| Distribución y alimentación              | 16 válvulas                           | 16 válvulas                           | 16V prepardo para GLP                 | 16V prepardo para GLP                 | 16V inyección directa turbo           | 8V inyección directa common-rail, turbodiésel con intercooler | 8V inyección directa common-rail, turbodiésel con intercooler |
| Diámetro x carrera                       | 79,5 x 80,5 mm (3,13 x 3,17 pulgadas) | 79,5 x 80,5 mm (3,13 x 3,17 pulgadas) | 79,5 x 80,5 mm (3,13 x 3,17 pulgadas) | 79,5 x 80,5 mm (3,13 x 3,17 pulgadas) | 72,2 x 73,2 mm (2,84 x 2,88 pulgadas) | 76 x 80,5 mm (2,99 x 3,17 pulgadas)                           | 76 x 80,5 mm (2,99 x 3,17 pulgadas)                           |
| Cilindrada                               | 1598 cm³ (1,6 L; 97,5 plg³)           | 1598 cm³ (1,6 L; 97,5 plg³)           | 1598 cm³ (1,6 L; 97,5 plg³)           | 1598 cm³ (1,6 L; 97,5 plg³)           | 1199 cm³ (1,2 L; 73,2 plg³)           | 1461 cm³ (1,5 L; 89,2 plg³)                                   | 1461 cm³ (1,5 L; 89,2 plg³)                                   |
| Relación de compresión                   | 9.8:1                                 | 9.8:1                                 | 9.8:1                                 | 9.8:1                                 | 10.0:1                                | 15.5:1                                                        | 15.5:1                                                        |
| Potencia máxima                          | 83 CV (82 HP; 61 kW) @ 5000 rpm       | 102 CV (101 HP; 75 kW) @ 5500 rpm     | 80 CV (79 HP; 59 kW) @ 5000 rpm       | 98 CV (97 HP; 72 kW) @ 5500 rpm       | 115 CV (113 HP; 85 kW) @ 4500 rpm     | 90 CV (89 HP; 66 kW) @ 3750 rpm                               | 110 CV (108 HP; 81 kW) @ 4000 rpm                             |
| Par máximo                               | 134 N·m (99 lb·pie) @ 2800 rpm        | 156 N·m (115 lb·pie) @ 4000 rpm       | 131 N·m (97 lb·pie) @ 2800 rpm        | 150 N·m (111 lb·pie) @ 4000 rpm       | 190 N·m (140 lb·pie) @ 2000 rpm       | 200 N·m (148 lb·pie) @ 1750 rpm                               | 240 N·m (177 lb·pie) @ 1750 rpm                               |
| Aceleración de 0 a 100 km/h (0 a 62 mph) | 14.5 segundos                         | 11.6 segundos                         | 15.1 segundos                         | 12.0 segundos                         | 10.6 segundos                         | 12.4 segundos                                                 | 11.6 segundos                                                 |
| Velocidad máxima                         | 160 km/h (99 mph)                     | 172 km/h (107 mph)                    | 158 km/h (98 mph)                     | 170 km/h (106 mph)                    | 179 km/h (111 mph)                    | 169 km/h (105 mph)                                            | 175 km/h (109 mph)                                            |
| Consumo combinado                        | 7,1 L/100 km (14,1 km/L; 33,1 mpgAm)  | 6,1 L/100 km (16,4 km/L; 38,6 mpgAm)  | 8,1 L/100 km (12,3 km/L; 29,0 mpgAm)  | 7,5 L/100 km (13,3 km/L; 31,4 mpgAm)  | 5,8 L/100 km (17,2 km/L; 40,6 mpgAm)  | 4,2 L/100 km (23,8 km/L; 56,0 mpgAm)                          | 4,4 L/100 km (22,7 km/L; 53,5 mpgAm)                          |